# گونار برنتسن
گونار برنتسن (انگلیسی: Gunnar Berntsen؛ زادهٔ ۳۰ اکتبر ۱۹۷۷) بازیکن فوتبال اهل آلمان است.
از باشگاه‌هایی که در آن بازی کرده‌است می‌توان به باشگاه فوتبال اف‌سی فرانکفورت و باشگاه فوتبال انرژی کوتبوس اشاره کرد.